# Balogh József (író)
Balogh József (Bukarest, 1931. július 18.–Bukarest, 2006. március 30.) romániai magyar újságíró, író, műfordító.

## Életútja, munkássága
A középiskolát Nagykárolyban végezte, egy évig magyar szakos hallgató a Bolyai Tudományegyetemen, majd a kijevi Sevcsenko Egyetem újságírói karán szerzett képesítést 1956-ban. Előbb az Ifjúmunkás, majd az Előre szerkesztőségében dolgozott, 1961-től 1969-ig az Ifjúsági Könyvkiadó szerkesztője, 1971-ben újjászervezte a Könyvtári Szemlét, majd 1974 és 1977 között annak folytatásaként a Művelődés Könyvtár-rovatát szerkesztette. Majd az Előre belső munkatársaként működött.
Riportjai, tárcái mellett román és szovjet szerzőket tolmácsolt magyar fordításban, így Marin Sorescu, Gheorghe Tomozei, Gellu Naum, valamint a török Nazim Hikmet verseit, Naszreddin Hodzsa történeteit. Előszót írt a Legszebb versek sorozatban Janus Pannonius verseihez, szerkesztette a Szergej Jeszenyin legszebb versei című kötetet, válogatta, előszót és jegyzeteket írt a Vlagyimir Majakovszkij legszebb versei című kötethez.
A Horizont-sorozatban 1979-ben fordításában jelent meg Artyom Veszjolij Vérmosta Oroszország című regénye.

## Kötetei
- Kék akasztófa (versek, Forrás, 1965)
- Záróra, Bánat elvtárs (versek, 1968)
- A Gonzága-kámea (kalandregény, 1969)
- Az ész hordoz mindent (1600 magyar közmondás gyűjteménye, 1976)
- Kármentő. Versek; Kriterion, Bukarest, 1981
- Augusztusi dombormű. Versek a hazáról Balogh József válogatásában; Kriterion, Bukarest, 1984
- Pürgotelész bosszúja. Kalandregény; Creangă, Bukarest, 1984
- Intrare în labirint. Versuri; Cartea Românească, Bucureşti, 1987
- Százlábú kaland. Verses meseregény; Kriterion, Bucureşti, 1988
- Mosolygó versek. Mondókák, kiszámolók, találós kérdések; Creangă, Bucureşti, 1989